# Defrage
Defrage ist eine 2007 gegründete Alternative-Metal-Band aus Estland. Nach der Auflösung von Defrage in 2014 machten einige der verbliebenen Mitglieder als Illumenium (Illuminati und Millennium) weiter, ab 2021 dann als California Condor. Der Bandname leitet sich aus den beiden englischen Worten „Def“ (toll bzw. geil) und „Rage“ (Wut bzw. Zorn) ab. Bekannt wurden sie durch ihr Konzept „Alltime-Touring-Band“, was den ausschließlichen Verkauf ihrer CDs auf offener Straße während sowie jederzeit außerhalb der Tournee beschreibt. Aktuell (Stand Mai 2024) ist die Band unter dem Namen „Defrage Reload“ unterwegs.

## Geschichte
Defrage wurde im Frühjahr 2007 gegründet. Bald darauf folgte die erste Bandprobe. Am Anfang spielte die Band ohne Sänger, während Kari Kärner nach einem geeigneten Sänger suchte. Argo Ollep übernahm wenige Monate später diese Funktion. Bereits 2008 änderte sich die Bandzusammensetzung: Mikk Künnapas wurde durch einen Wechsel von Daniel Leppsoo an der Sologitarre ersetzt, Andres Arens ersetzte Sten Õitspuu und Artjom Jevstajev kam für den ausscheidenden Argo Ollep. Neu hinzu kam Kaspar Peterson als Bassist.
Für den Videoclip des Songs Save Us from Religion erhielt die Band 2009 den estnischen MTV Music Award in der Kategorie „Bestes Musikvideo“.
2011 wurde eine grundlegende Neubesetzung von Defrage bekannt gegeben: Bis auf Kari Kärner und Andres Arens verließen alle Mitglieder die Band. Andre Kaldas (Screaming-Gesang), Aleks Ohaka (Sologitarre) und Joonas Uus (Bass) kamen neu in die Band. Argo Ollep konnte als Sänger wiedergewonnen werden.
Das Debütalbum Jackal, welches auch Hotel Breakers enthält, wurde 2011 veröffentlicht. Ab Anfang 2012 tourte Defrage durch Europa. Zu Beginn des Jahres 2013 wurde das Album Jackal in einer überarbeiteten Fassung neuveröffentlicht. Im Mai 2013 veröffentlichte Defrage das zweite Album The Sick Letter, das wie das Debütalbum ohne Label produziert wurde.
Abermals änderte sich im Januar 2014 die Zusammensetzung der Band. Andres Arens und Aleks Ohaka verließen die Band, hinzu kamen Kevin Presmann am Schlagzeug und der Gitarrist Grigori Rõžuk. Am 26. März 2014 veröffentlichte Defrage die Single Cold Winter, welche das dritte Album Towards Endless 8 ankündigte. Am 20. Mai 2014 folgte die zweite Single-Auskopplung La Bruja.
Anfang Juni 2014 verließ Joonas Uus ohne öffentliche Bekanntgabe Defrage. Im Herbst 2014 gab Frontsänger Argo Ollep abermals seinen Ausstieg aufgrund bandinterner Probleme bekannt.
Seitdem ruht das Projekt Defrage.
Die vier übrig gebliebenen Band-Mitglieder bildeten zusammen mit Henrico Krebes und Bassist Rainer Trillo ab November 2014 die Band Illumenium, die die Idee der Dauer-Tournee ab März 2015 fortsetzte.
Statt des geplanten dritten Defrage-Albums veröffentlichte Illumenium 2015 ein Demo-Album Towards Endless 8. Es enthält hauptsächlich neuaufgenommene Defrage-Songs. 2018 erschien das Album Gehenna.
Seit 2021 trat die Band zuerst als California Condor, später (2024) dann als Defrage Reload auf, wobei aber nicht klar ist welche Mitglieder eigentlich noch dabei sind. Wiederkehrend wird der illegale Straßenverkauf der CDs in den Medien erwähnt.

## Jackal
Das 2011 erschienene Debütalbum Jackal wurde 2010/2011 in der Zorg Sound Laboratory aufgenommen. Anfang 2011 wurde das Album in Estland veröffentlicht. Produzent des Albums ist Toomas Paidra.
Der Musikstil ist eine Mischung aus Hard Rock bzw. Alternative-Metal.
Der Song Hotel Breakers  bezieht sich auf eine alte Bandgeschichte: Durch mehrere „Hangover-Partys“ nach ihren Konzerten, bei denen nicht wenige Hotelzimmer verwüstet und deren Einrichtungen zerstört wurden, wurde Defrage bekannt und letztendlich auf der „Black List“ der estnischen Hotels gelistet. Das Lied schrieb die Band, um endlich mit dem Thema endgültig abschließen zu können.
Die Songs weisen untereinander einen Unterschied auf: Der eine Teil klingt etwas härter, mit mehr E-Gitarrensound und Screaming, wie man bei Etiquette, Abortion oder Put Your Money In Your Ass hört. Im Gegensatz dazu sind Stairway To No Heaven oder One World, One Dream sehr ruhig gehalten, die eingeschobenen Effekte tragen das Lied mehr und die Melodien fließen mehr. Auffällig sind auch die durchaus ruhigeren Phasen bei den einzelnen Strophen, während die Refrains wieder laut, stark und kräftig ankommen. In jedem Song finden sich neue, verschiedene Musikstile, was jedes Lied einzigartig macht.
Als Coverversion findet man bei Jackal den Song Infinity 8 als Metal Version, welcher ursprünglich von den Briten Guru Josh Projekt stammt.

## The Sick Letter
2013 erschien The Sick Letter, das zweite Album von Defrage. Es wurde ebenfalls, wie schon zuvor das Debüt-Album, in der Zorg Sound Laboratory aufgenommen in Zusammenarbeit mit Toomas Paidra. Anfang 2013 wurde das Album in Estland veröffentlicht.
Das Musikvideo We Are Metal bezieht sich auf die Ägyptische Mythologie und zeigt, wie die einzelnen Bandmitglieder im Jahre 3013 als Mumien aus einem Sarkophag auferstehen, von der Göttin Bastet (Göttin der Fruchtbarkeit) erweckt. Das Lied behandelt die Unsterblichkeit der Musik, z. B. Mozart oder Beethoven, deren Musik auch hundert Jahre nach ihrem Tod noch gehört wird. Sie setzen sich damit gleich, ihre Musik ist genauso wie die Musikrichtung Metal unsterblich.
Des Weiteren verändert sich der Musikstil im Unterschied zum Debüt-Album. Hier kann man die Lieder in zwei Bereiche teilen: Einmal in härter klingende Metal-Songs, mit mehr Gitarrensound und Screaming, wie man bei The Sick Letter oder We are Metal hört. Im Gegensatz dazu sind Bonfire Song, Lullaby oder die Ballade Anti-Ballad, die eigentlich keine Ballade sein soll, sehr ruhig und emotional gehalten. Ebenso findet man viel weniger Screaming-Sounds von Andre Kaldas.
Neu hinzu kommt der Background-Gesang der Zweitstimme von Gitarrist „Kari Karner“.
Außerdem besingen Defrage mit Bulgaria das Land Bulgarien. Hier werden persönliche Erfahrungen der Band als Hintergrund verwendet, was man sonst nur bei dem Lied Hotel Breakers von ersten Album findet.
Als Coverversion findet man bei The Sick Letter den Song Video Games, der ursprünglich aus der Feder der US-Amerikanerin Lana Del Rey stammt.
Bei The Facebook haben sie einzelne Auftritte der Band zusammengeschnitten, unter anderem auch vom Nova Rock Festival. Das Musikvideo zu  The Sick Letter wurde in einem deutschen Hotel gedreht.

### Verschiedene Versionen
Die beiden Alben Jackal und The Sick letter gibt es in limitierter Anzahl als Papierhülle. Die Standard-Version ist in einer handelsüblichen Plastikhülle.

## Kritik
Die Band steht in medialer Kritik, da sie mit teils aggressiven Methoden Passanten auf Festivals CDs verkaufen möchte. Hierbei werden immer wieder ähnliche Geschichten erzählt, dass der Tourbus/Instrumente defekt sei oder man Geld für Sprit brauche.

## Festivalauftritte
Der größte Auftritt und zugleich ihr erstes Festival-Konzert war im Sommer 2011 auf dem Nova-Rock-Festival in Österreich. Dort traten sie ebenfalls 2013 auf.
Weitere Festivalauftritte folgten, z. B. bei „Der Schiffenberg rockt“ 2013,
Open Circle Festival 2013,
Free Tree Open-Air 2013,
Free und Easy Open-Air 2013, und dem Open Circle Festival 2014.

## Diskografie

### Alben und EPs
- 2008: Save Us from Religion (EP)
- 2009: Save U.S. from Religion (Special Edition)
- 2011: Jackal (Album)
- 2013: Jackal [New Version] (Album)
- 2013: The Sick Letter (Album)
- 2021: Underdogs (Album)
- 2023: Revelation One (Album)
- 2024: Pharmakon (Album)

### Singles
- 2008: Save Us from Religion
- 2011: Gehenna
- 2011: Hotel Breakers
- 2011: Put Your Money in Your Ass
- 2013: Bulgaria
- 2013: Turn Back Time
- 2013: We Are Metal
- 2014: Cold Winter
- 2014: La Bruja

## Videos
- 2011: Gehenna
- 2011: Hotel Breakers
- 2011: Save Us from Religion
- 2011: Self Esteem NFS
- 2011: Put Your Money in Your Ass
- 2012: Hotel Breakers
- 2012: Save Us from Religion
- 2013: The Sick Letter
- 2013: Turn Back Time
- 2013: We Are Metal